# Gymnasium Helveticum
Gymnasium Helveticum (ursprünglich mit den Untertiteln Zeitschrift für die schweizerische Mittelschule, Revue de l’enseignement secondaire suisse) ist die Fach- und Verbandszeitschrift des Vereins Schweizerischer Gymnasiallehrerinnen und Gymnasiallehrer.
Sie erscheint fünfmal im Jahr. Sie publiziert Artikel über Bildungspolitik und Unterricht und berichtet über die Verbandspolitik in deutscher, französischer und italienischer Sprache. Die Auflage beträgt 4300 (2018). Gymnasium Helveticum wurde 1947 gegründet und erschien ursprünglich im Verlag Sauerländer.

## Weblink
- Homepage des Gymnasium Helveticum